# 舍瓦勒布朗
舍瓦勒布朗（法語：Cheval-Blanc，法語發音：[ʃəval blɑ̃]；均意为“白马”）是法国普罗旺斯-阿尔卑斯-蓝色海岸大区沃克吕兹省的一个市镇，属于阿普特区。

## 地理
舍瓦勒布朗（43°48'3"N, 5°3'47"E）面积58.56 平方千米，位于法国普罗旺斯-阿尔卑斯-蓝色海岸大区沃克吕兹省，该省份为法国东南部内陆省份，北起德龙省，西北接阿尔代什省，西接加尔省，南至罗讷河口省，东南角与瓦尔省接壤，东临上普罗旺斯阿尔卑斯省。
与舍瓦勒布朗接壤的市镇（或旧市镇、城区）包括：马勒莫尔、奥尔贡、塞纳斯、卡瓦永、莫贝克、梅内尔布、梅兰多勒、奥佩德、罗比永、塔亚德。

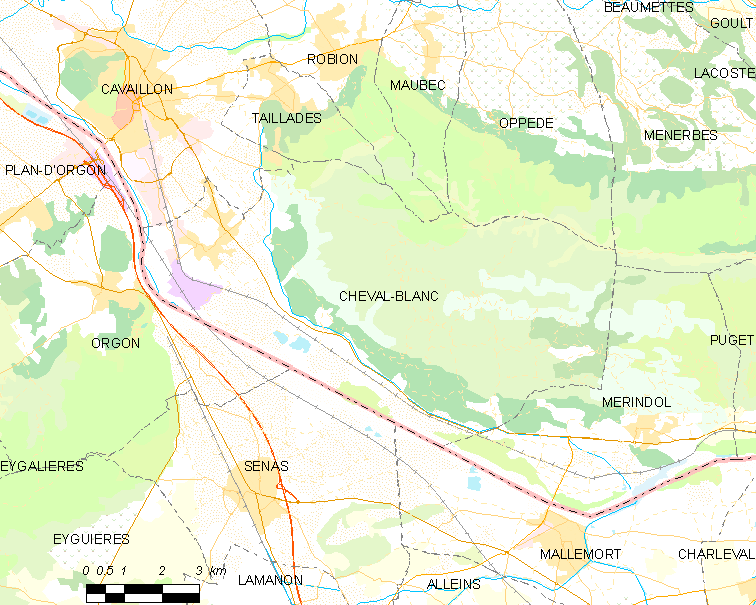
舍瓦勒布朗的OSM定位图

舍瓦勒布朗的时区为UTC+01:00、UTC+02:00（夏令时）。

## 行政
舍瓦勒布朗的邮政编码为84460，INSEE市镇编码为84038。

## 政治
舍瓦勒布朗所属的省级选区为舍瓦勒布朗县。

## 人口

1962-2008年间舍瓦勒布朗人口变化图示

舍瓦勒布朗于2022年1月1日时的人口数量为4340人。